# Sociedad Catalana de Biología
La Sociedad Catalana de Biología (en catalán, Societat Catalana de Biologia, SCB) es una sociedad filial del Instituto de Estudios Catalanes (IEC). Fue fundada en 1912 y entre sus objetivos principales cabe destacar la difusión de la ciencia realizada en Cataluña. Actualmente, la asociación cuenta con más de 1500 socios y es una de las filiales del IEC con mayor número de actividades. La Sociedad está hoy dividida en varias secciones.
| - Biofísica - Biología del Desarrollo - Biología Evolutiva - Biología e Industria - Biología Molecular - Biología Molecular del Cáncer - Biología de la Reproducción - Biología y Sociedad - Ecología Acuática - Ecología Terrestre - Enseñanza - Estudiantes - Fisiología Vegetal - Microbiología - Neurobiología Experimental - Senyalización celular y metabolismo - Virología | - Sección de la SCB en Alicante - Sección de la SCB en Baleares - Sección de la SCB en Lérida - Sección de la SCB en Pallars - Sección de la SCB en Valencia - Sección de la SCB en Vich |

- Datos: Q9078429